# CRL
CRL (ursprungligen Computer Rentals Ltd.) var en brittisk datorspelsutvecklare verksam under 1980-talet. Företaget grundades av Clement Chambers och Ian Ellery någon gång på det tidiga 1980-talet och utvecklade ett antal simuleringar och strategispel främst för Commodore 64.